# 欧仁·勒菲弗
欧仁·勒菲弗 （法語：Eugène Lefebvre，1878年10月4日—1909年9月7日）是一名法国航空业先驱。他是第一位在驾驶动力飞机时丧生的飞行员，也是第二位在动力飞机空难中死亡的人。

## 生平
欧仁·勒菲弗是法国莱特公司的首席飞行员。1909年，勒菲弗驾驶着一架莱特飞行器参加了在兰斯举办的第一次国际航空竞赛——兰斯航展。8月22日，在糟糕的天气造成了原计划早晨进行的戈登·贝内特杯及兰斯航展的资格选拔赛取消后，他、路易·布莱里奥以及休伯特·莱瑟姆被直接选为法国的代表出赛， 天气在傍晚6时左右好转，勒菲弗与其他六名飞行员一起飞向天空，表演了世界上最早期的特技飞行。《纽约时报》这样描述他的飞行表演：
|                      | 勒菲弗……驾驶着飞机向拥挤的看台飞去，在最后一刻转向，向远处飞去，再次猛冲向人群，直到台柱上的旗子和女士帽上的羽毛都飘起来。这样的表演赢取了我们的喝彩。 |
| ——黑尔，《纽约时报》 | |

他随后因为特技飞行中表现过多的表现“勇猛与鲁莽”，被裁判罚款4美元。速度竞赛中他位列第四，在格倫·柯蒂斯，布莱里奥和莱瑟姆之后。
在兰斯进行的比赛结束仅仅九天后，1909年9月7日，勒菲弗驾驶的飞机在奥尔日河畔瑞维西失事, 当时他正在测试的飞机从约6米的高度迅速坠落到地面，事故的原因无法确定。因此，他成为了第一个驾驶动力飞机时丧生的人，第二个在动力飞机失事中丧生的人。